# Chaetonotus sextospinosus
Chaetonotus sextospinosus är en djurart som tillhör fylumet bukhårsdjur, och som beskrevs av Visvesvara 1964. Chaetonotus sextospinosus ingår i släktet Chaetonotus och familjen Chaetonotidae. Inga underarter finns listade i Catalogue of Life.